# Паудер-Ривер (Вайоминг)
Паудер-Ривер (англ. Powder River, Wyoming) — статистически обособленная местность, расположенная в округе Натрона (штат Вайоминг, США) с населением в 51 человек по статистическим данным переписи 2000 года.

## География
По данным Бюро переписи населения США статистически обособленная местность Паудер-Ривер имеет общую площадь в 15,54 квадратных километров, водных ресурсов в черте населённого пункта не имеется.
Статистически обособленная местность Паудер-Ривер расположена на высоте 1743 метра над уровнем моря.

## Демография
По данным переписи населения 2000 года в Паудер-Ривер проживал 51 человек, 13 семей, насчитывалось 24 домашних хозяйства и 44 жилых дома. Средняя плотность населения составляла около 3,3 человек на один квадратный километр. Расовый состав Паудер-Ривер по данным переписи был исключительно белым.
Из 24 домашних хозяйств в 20,8 % — воспитывали детей в возрасте до 18 лет, 54,2 % представляли собой совместно проживающие супружеские пары, в 4,2 % семей женщины проживали без мужей, 41,7 % не имели семей. 25,0 % от общего числа семей на момент переписи жили самостоятельно, при этом 12,5 % составили одинокие пожилые люди в возрасте 65 лет и старше. Средний размер домашнего хозяйства составил 2,13 человек, а средний размер семьи — 2,64 человек.
Население статистически обособленной местности по возрастному диапазону по данным переписи 2000 года распределилось следующим образом: 17,6 % — жители младше 18 лет, 5,9 % — между 18 и 24 годами, 19,6 % — от 25 до 44 лет, 39,2 % — от 45 до 64 лет и 17,6 % — в возрасте 65 лет и старше. Средний возраст жителей составил 50 лет. На каждые 100 женщин в Паудер-Ривер приходилось 104,0 мужчин, при этом на каждые сто женщин 18 лет и старше приходилось 121,1 мужчин также старше 18 лет.
Средний доход на одно домашнее хозяйство в статистически обособленной местности составил 40 804 доллара США, а средний доход на одну семью — 75 487 долларов. При этом мужчины имели средний доход в 41 786 долларов США в год против 13 750 долларов среднегодового дохода у женщин. Доход на душу населения в статистически обособленной местности составил 32 782 доллара в год. Все семьи Паудер-Ривер имели доход, превышающий уровень бедности.